# Kilómetro 31-2
Kilómetro 31-2 (también abreviada KM 31-2) es una película mexicana-española de terror del año 2016, dirigida y escrita por Rigoberto Castañeda y secuela de la cinta del año 2006 Kilómetro 31, protagonizada por Carlos Aragón, Iliana Fox, Adria Collado, Verónica Merchant, Mauricio García Lozano, Matías del Castillo e Ítalo Londeros.

## Sinopsis
Siete años después de haber estado involucrado en los casos del kilómetro 31, el oficial Martín Ugalde (Carlos Aragón) es llamado para investigar una serie de desapariciones de niños en los alrededores de las avenidas Río Mixcoac y Río Churubusco en la Ciudad de México. Durante su investigación, se da cuenta de que tienen un lazo muy particular con los sucesos ocurridos en el kilómetro 31. Junto con Nahúm (Mauricio García Lozano), un científico de lo paranormal; su hijo Tomás (Matías del Castillo), un niño de 7 años que posee el don de la videncia; y Nuño (Adrià Collado), el hombre español que asesinó a su novia Catalina 7 años atrás; Ugalde investigará el caso particular de la desaparición del hijo de la candidata a la presidencia, Marina Fuentes Cotija (Verónica Merchant), y descubrirá una macabra historia que podría liberar siglos de maldad hacia nuestro plano existencial.

## Reparto
- Carlos Aragón es Martín Ugalde.
- Mauricio García Lozano es Nahúm Romeu.
- Adrià Collado es Nuño Alcazar.
- Verónica Merchant es Marina Fuentes Cotija.
- Mauricio Isaac como Javier.
- Matías del Castillo es Tomás.
- Rosanna Engel es Emma.
- Iliana Fox es Agata/Catalina .
- Ítalo Londeros es Siedo.
- Erando González es Policía.
- Héctor Illanes es Guardia.